# InstaShop
InstaShop (Arabisch: انستاشوب) ist ein Lieferunternehmen in den Vereinigten Arabischen Emiraten mit Hauptsitz in Dubai. Das Unternehmen ist Teil von Delivery Hero, einer deutschen Holdinggesellschaft. Neben den VAE ist das Unternehmen in Bahrain, Ägypten, Katar, im Libanon, in Saudi-Arabien, Griechenland, im Oman und in Kuwait tätig.

## Übersicht
InstaShop wurde 2015 in Dubai von zwei griechischen Unternehmern gegründet, namentlich Ionna Angelidaki und dem Mitgründer und CEO John Tsioris.
InstaShop setzt auf ein Geschäftsmodell mit einem zweiseitigen Marktplatz, sowohl für Käufer als auch für Händler.
Der App-basierte Dienst ermöglicht es den Kunden, bei einer großen Auswahl von Supermärkten und lokalen Einzelhändlern Lebensmittel zu bestellen, die nach Bedarf geliefert werden. Die Kunden können wählen, ob sie ihre Einkäufe in einem bestimmten Zeitfenster oder innerhalb von 60 Minuten von den Verkäufern geliefert bekommen möchten.
Als B2B-Dienst bezieht das Unternehmen seine Einnahmen aus Provisionen, die vom liefernden Supermarkt gezahlt werden.
InstaShop hat bisher verschiedene lokale Einzelhändler und Dienstleistungen wie Apotheken, Metzgereien, frisches Obst und Gemüse, Tierhandlungen, Blumen, Make-up, Bioprodukte, Kuchen, Reinigungsmittel, Kaffee, Prepaid-Telefonkarten, Babypflege und andere ins Angebot aufgenommen.
Das Unternehmen verzeichnet mehr als 500.000 aktive Nutzer und arbeitet mit rund 1.500 Anbietern zusammen (Stand: Erstes Halbjahr 2020).
Im Jahr 2020 arbeiteten 200 Menschen für InstaShop, davon 130 allein in den VAE.
InstaShop hat in zwei öffentlichen und privaten Finanzierungsrunden rund 10 Millionen US-Dollar von Venture Friends, Jabbar Internet Group und Souq.com (jetzt Amazon) erhalten.

## Geschichte
In der zweiten Jahreshälfte 2015 hat InstaShop seine erste Finanzierungsrunde durchgeführt. Die erste Runde belief sich auf rund 365.000 Dollar, während die öffentliche Runde 750.000 Dollar einbrachte.
Im Oktober 2016 investierte Souq.com, eines der größten E-Commerce-Unternehmen in der Golfregion, in InstaShop.
Am 26. August 2020 gab InstaShop die Übernahme durch das in Berlin ansässige Unternehmen Delivery Hero bekannt. Diese soll sich angeblich auf 360 Millionen US-Dollar belaufen haben. InstaShop wird als eigenständige Marke weitergeführt, ohne Veränderungen n der Geschäftsführung.
Im November 2020 steigt InstaShop in den Markt für Großeinkäufe ein und bietet den neuen Service über seine Mikro-Fulfillment-Center an.